# 图唐库尔
图唐库尔（法語：Toutencourt，法語發音：[tutɑ̃kuʁ]）是法国上法蘭西大區索姆省的一个市镇，属于亚眠区。

## 地理
图唐库尔（50°2'8"N, 2°27'40"E）面积14.37 平方千米，位于法国上法蘭西大區索姆省，该省份为法国北部沿海省份，北起加来海峡省和北部省，西接滨海塞纳省和大西洋英吉利海峡，南至瓦兹省，东临埃纳省。
与图唐库尔接壤的市镇（或旧市镇、城区）包括：阿尔凯沃、孔泰、阿尔蓬维尔、埃里萨尔、莱阿尔维莱尔、皮舍维莱尔、兰舍瓦勒、瓦当库尔、瓦雷讷。

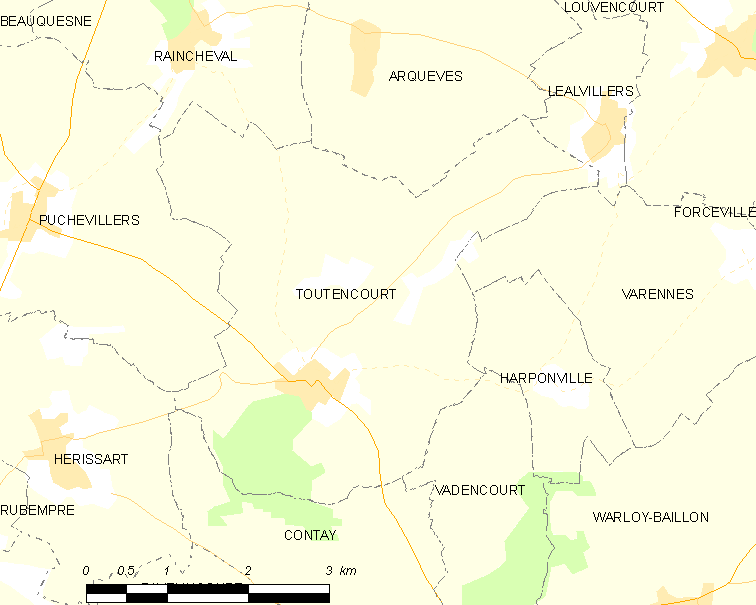
图唐库尔的OSM定位图

图唐库尔的时区为UTC+01:00、UTC+02:00（夏令时）。

## 行政
图唐库尔的邮政编码为80560，INSEE市镇编码为80766。

## 政治
图唐库尔所属的省级选区为阿尔贝县。

## 人口

1962-2008年间图唐库尔人口变化图示

图唐库尔于2022年1月1日时的人口数量为426人。